# James A. Noe
James Albert Noe, född 21 december 1890 i Harrison County, Indiana, död 18 oktober 1976 i Houston, Texas, var en amerikansk demokratisk politiker. Han var Louisianas viceguvernör 1935–1936 och därefter guvernör från januari till maj 1936.
Noe deltog i första världskriget och var sedan verksam inom oljeindustrin i Louisiana. År 1922 gifte han sig med Anna Gray Sweeney och paret fick tre barn: Gay, James Albert Jr. samt Linda. År 1932 blev Noe invald i Louisianas senat med Huey Longs stöd. Några år senare tillträdde han som viceguvernör och i januari 1936 blev han guvernör efter Oscar K. Allens död. Senare samma år efterträddes Noe som guvernör av Richard W. Leche. Noe avled år 1976 och gravsattes på Mulhearn Memorial Park Cemetery i Monroe.